# Trypanothacus barnesi
Espèce
Trypanothacus barnesi est une espèce de scorpions de la famille des Buthidae.

## Distribution
Cette espèce est endémique d'Oman.

## Description
Le mâle holotype mesure 41,967 mm et la femelle paratype 56,781 mm.

## Étymologie
Cette espèce est nommée en l'honneur de J. Neil Barnes.

## Publication originale
- Lowe, Kovařík, Stockmann & Šťáhlavský, 2019 : « Trypanothacus gen. n., a new genus of burrowing scorpion from the Arabian Peninsula (Scorpiones: Buthidae). » Euscorpius, no 277, p. 1-30 (texte intégral).